# Miroslav Lukić
Miroslav Lukić (Belgrado, 1º ottobre 1909 – 21 dicembre 1964) è stato un calciatore jugoslavo, di ruolo difensore.